# Centerville (Ohio)
Centerville és una població dels Estats Units a l'estat d'Ohio. Segons el cens del 2000 tenia 23.024 habitants.

## Demografia
Segons el cens del 2000, Centerville tenia 23.024 habitants, 9.996 habitatges, i 6.597 famílies. La densitat de població era de 871,5 habitants per km².
Dels 9.996 habitatges en un 26,5% hi vivien nens de menys de 18 anys, en un 56% hi vivien parelles casades, en un 7,9% dones solteres, i en un 34% no eren unitats familiars. En el 30% dels habitatges hi vivien persones soles l'11,8% de les quals corresponia a persones de 65 anys o més que vivien soles. El nombre mitjà de persones vivint en cada habitatge era de 2,26 i el nombre mitjà de persones que vivien en cada família era de 2,82.
Per edats la població es repartia de la següent manera: un 21,6% tenia menys de 18 anys, un 6,2% entre 18 i 24, un 25,8% entre 25 i 44, un 27,5% de 45 a 60 i un 18,9% 65 anys o més.
L'edat mediana era de 43 anys. Per cada 100 dones de 18 o més anys hi havia 83,3 homes.
La renda mediana per habitatge era de 54.892 $ i la renda mediana per família de 68.580 $. Els homes tenien una renda mediana de 52.331 $ mentre que les dones 34.881 $. La renda per capita de la població era de 30.210 $. Aproximadament el 3,4% de les famílies i el 4,1% de la població estaven per davall del llindar de pobresa.